# Sowetskaja Gawan
Sowetskaja Gawan (russisch Сове́тская Га́вань, auch Sowjetskaja Gawan) ist eine Stadt in der Region Chabarowsk (Russland) mit 24.231 Einwohnern (Stand 1. Oktober 2021).

## Geographie
Die Stadt liegt etwa 640 km östlich der Regionshauptstadt Chabarowsk an der gleichnamigen Bucht des Tatarensundes, der Meerenge zwischen Japanischem Meer und Ochotskischem Meer.
Die Stadt Sowetskaja Gawan ist der Region direkt unterstellt und Verwaltungszentrum des gleichnamigen Rajons.

## Geschichte
Am 23. Mai 1853 entdeckte Leutnant Nikolai Boschnjak an der Küste des Tatarensundes den aus mehreren Buchten bestehenden Naturhafen, an deren Südufer heute die Stadt Sowetskaja Gawan liegt, und benannte ihn nach dem russischen Zaren Nikolai I. Gawan imperatora Nikolaja (Hafen des Kaisers Nikolaus), später abgekürzt zu Imperatorskaja Gawan (Kaiserhafen). Am 4. August des gleichen Jahres ließ der Entdecker und spätere Admiral Gennadi Newelskoi hier einen Militärposten errichten, der nach dem Großfürsten Konstantin Nikolajewitsch General-Admiral-Großfürst-Konstantin-Posten genannt wurde.
Nach der zwischenzeitlichen Aufgabe des Postens wurde die Gegend zu Beginn des 20. Jahrhunderts zu einem Zentrum des Holzeinschlages und -handels, für den Konzessionen an ausländische, z. B. kanadische Firmen vergeben wurden.
1922 erfolgte die Umbenennung von Hafen und Siedlung in Sowetskaja Gawan (Sowjethafen).
Während des Zweiten Weltkriegs wurde mit dem Bau einer Eisenbahnstrecke vom rechten Ufer des Amur gegenüber Komsomolsk am Amur zur Pazifikküste begonnen und als Endpunkt Sowetskaja Gawan gewählt. 1941 erhielt der Ort Stadtrecht, 1945 wurde die Strecke eröffnet. Pläne aus den 1930er Jahren hatten eine solche Strecke bereits als östlichen Abschnitt der Baikal-Amur-Magistrale (BAM) vorgesehen; damit war sie der erste tatsächlich fertiggestellte Abschnitt der Magistrale. Nach Fertigstellung der Amurbrücke 1975 und der BAM Taischet–Tynda–Komsomolsk am Amur wurde das ursprüngliche Projekt in den 1980er Jahren verwirklicht.
Von 1950 bis 1954 existierte hier das Strafgefangenenlager Ulminlag (Ulminski ITL) im System des Gulag.
Bevölkerungsentwicklung
| Jahr | Einwohner | Anmerkung                                                                                                  |
| ---- | --------- | --- |
| 1939 | 11.853    | |
| 1959 | 37.414    | 50.421 zusammen mit den 1959 ausgegliederten Siedlungen Maiski (6.737 Einwohner) und Oktjabrski (6.270)    |
| 1970 | 28.455    | nach 1959 ausgegliederte Siedlungen: 1960 Sawety Iljitscha (9.738 Einwohner 1970), 1969 Lossossina (2.426) |
| 1979 | 28.992    | |
| 1989 | 34.915    | |
| 2002 | 30.480    | |
| 2010 | 27.712    | |
| 2021 | 24.231    | |

Anmerkung: Volkszählungsdaten

## Kultur und Sehenswürdigkeiten
Sowetskaja Gawan besitzt seit 1966 ein Heimatmuseum.

## Wirtschaft und Infrastruktur
Eine zentrale Rolle spielt die Hafenwirtschaft: Sowetskaja Gawan besitzt einen Tiefwasser-Handels- und Fischereihafen sowie Schiffsreparaturwerften, daneben Lebensmittelindustrie (z. B. Fischverarbeitung). Seit Erweiterung des 30 Kilometer nördlich gelegenen Hafens Wanino um eine Fährverbindung nach Sachalin in den 1970er Jahren ging die Bedeutung von Sowjetskaja Gawan als Handelshafen jedoch zurück.
Sowetskaja Gawan war bis in die 1990er Jahre zudem einer der wichtigsten Stützpunkte der russischen Pazifikflotte.
Sowetskaja Gawan ist Endpunkt einer Eisenbahnstrecke von Komsomolsk am Amur, die heute den Ostabschnitt der Baikal-Amur-Magistrale darstellt; in Komsomolsk besteht Anschluss an eine Strecke nach Chabarowsk.

## Söhne und Töchter der Stadt
- Jelena Belowa (* 1947), Florett-Fechterin; viermalige Olympiasiegerin
- Nadeschda Gawriljuk (* 1951), Althistorikerin